# Gerso Fernandes
Gerso Fernandes, známý i pouze jako Gerso (* 23. února 1991, Bissau), je fotbalový záložník z Guiney-Bissau. V současné době hostuje v portugalském klubu Moreirense FC z GD Estoril Praia.

## Klubová kariéra
Gerso se narodil v Bissau, v hlavním městě Guiney-Bissau, a v mládí se odstěhoval do Portugalska, kde začal hrát ve svých 11 letech fotbal v klubu CF União de Coimbra. V juniorském věku přešel do sousedního klubu Académica de Coimbra. Dva roky fotbal nehrál, neboť v charitě, kde bydlel, jej kněz – boží služebník v zájmu konkurenčního klubu FC Porto odrazoval od profesionálního fotbalu.
V seniorském fotbale debutoval v klubu GD Tourizense (který sloužil jako farma Académiky) v portugalské třetí lize v sezóně 2010/11.
V červenci 2011 přestoupil do klubu GD Estoril Praia. S ním se představil v základní skupině Evropské ligy 2013/14, kde vedle českého celku FC Slovan Liberec narazil na německý SC Freiburg a španělskou Sevillu. Ve skupině skončil Estoril se ziskem 3 bodů na posledním čtvrtém místě, do jarních vyřazovacích bojů se tak hráč s klubem neprobojoval.